# Bulbophyllum farreri
Bulbophyllum farreri là một loài phong lan thuộc chi Bulbophyllum.